# Henriette Richter-Röhl
Henriette Richter-Röhl (Berlín, 9 de enero de 1982) es una actriz alemana de cine, teatro y televisión, que logró repercusión como la protagonista femenina de la serie de televisión Sturm der Liebe. Ha aparecido también en las series Hijos del tercer Reich y SOKO Kitzbühel.

## Filmografía

### Cine
- A2 Racer, de Michael Keusch (2004)
- Grenzverkehr, de Stefan Betz (2005)
- Nach den Jahren, de Josephine Links (2010)

### Televisión
- Dr. Sommerfeld - Neues vom Bülowbogen (1999)
- Herzschlag - Das Ärzteteam Nord (2002)
- Trenck - Zwei Herzen gegen die Krone (2003)
- Um Himmels Willen (2004)
- Geheimnis der Karibik (2004)
- Forsthaus Falkenau (2004)
- Rosamunde Pilcher - Solange es dich gibt (2004)
- Marienhof (2000-2007)
- Das Traumschiff (2008)
- Mein Leben - Marcel Reich-Ranicki (2009)
- Utta Danella (2009)
- SOKO Kitzbühel (2009)
- 'Vorzimmer zur Hölle (2009)
- Sturm der Liebe (2005-2010)
- Rosamunde Pilcher - Un amore quasi impossibile (2010)
- Katie Fforde - Eine Liebe in den Highlands (2010)
- Der Alte (2008-2010)
- Heimat zu verkaufen (2010)
- Unter anderen Umständen (2010)
- Klarer Fall für Bär (2011)
- Vorzimmer zur Hölle - Streng geheim! (2011)
- Wilde Wellen - Nichts bleibt verborgen (2011)
- Küstenwache (2011)
- Die Samenhändlerin (2011)
- Der letzte Bulle (2012)
- Idiotentest (2012)
- Lilly Schönauer (2012)
- Ein Sommer in Schottland (2012)
- Der Staatsanwalt (2013)
- Unsere Mütter, unsere Väter (2013)
- Vorzimmer zur Hölle III - Plötzlich Boss (2013)
- Kripo Holstein - Mord und Meer (2013)
- SOKO 5113 (2013)
- Die Unbeugsame (2013)
- Rosamunde Pilcher - Besetzte Herzen (2014)
- Die Familiendetektivin (2014)
- Julia und der Offizier (2014)
- Katie Fforde: Vergissmeinnicht (2015)